# Ель-Танке
Ель-Танке (ісп. El Tanque) — муніципалітет в Іспанії, у складі автономної спільноти Канарські острови, у провінції Санта-Крус-де-Тенерифе, на острові Тенерифе. Населення — 2965 осіб (2010).
Муніципалітет розташований на відстані близько 1800 км на південний захід від Мадрида, 50 км на захід від Санта-Крус-де-Тенерифе.
На території муніципалітету розташовані такі населені пункти: (дані про населення за 2010 рік)
- Ерхос-де-ель-Танке: 156 осіб
- Руїгомес: 443 особи
- Сан-Хосе-де-лос-Льянос: 637 осіб
- Ель-Танке: 1729 осіб

## Демографія
Динаміка населення (INE ):

## Галерея зображень

Розташування муніципалітету